# Episodi di BoJack Horseman (sesta stagione)
La sesta e ultima stagione della serie animata BoJack Horseman, composta da 16 episodi, è stata pubblicata dal servizio di video on demand Netflix, in tutti i territori in cui il servizio è disponibile. La stagione è stata suddivisa in due parti, rispettivamente pubblicate il 25 ottobre 2019 e il 31 gennaio 2020.
| nº            | Titolo originale                            | Titolo italiano               | Pubblicazione   |             |
| Prima parte   | Prima parte                                 | Prima parte                   | Prima parte     | Prima parte |
| ------------- | ------------------------------------------- | ----------------------------- | --------------- | ----------- |
| 1             | A Horse Walks into a Rehab                  | La riabilitazione             | 25 ottobre 2019 |             |
| 2             | The New Client                              | Il nuovo cliente              | 25 ottobre 2019 |             |
| 3             | Feel-Good Story                             | Una bella storia              | 25 ottobre 2019 |             |
| 4             | Surprise!                                   | Sorpresa!                     | 25 ottobre 2019 |             |
| 5             | A Little Uneven, Is All                     | Un po' fuori posto, tutto qui | 25 ottobre 2019 |             |
| 6             | The Kidney Stays in the Picture             | Il rene è a posto             | 25 ottobre 2019 |             |
| 7             | The Face of Depression                      | Il volto della depressione    | 25 ottobre 2019 |             |
| 8             | A Quick One, While He's Away                | In cerca di scoop             | 25 ottobre 2019 |             |
| Seconda parte |                                             |                               |                 |             |
| 9             | Intermediate Scene Study w/ BoJack Horseman | Corso di recitazione          | 31 gennaio 2020 |             |
| 10            | Good Damage                                 | Un trauma positivo            | 31 gennaio 2020 |             |
| 11            | Sunk Cost and All That                      | Profitti e perdite            | 31 gennaio 2020 |             |
| 12            | Xerox of a Xerox                            | La xerox di una xerox         | 31 gennaio 2020 |             |
| 13            | The Horny Unicorn                           | Odiato dal mondo              | 31 gennaio 2020 |             |
| 14            | Angela                                      | Angela                        | 31 gennaio 2020 |             |
| 15            | The View from Halfway Down                  | Il panorama a metà strada     | 31 gennaio 2020 |             |
| 16            | Nice While It Lasted                        | Bello, finché è durato        | 31 gennaio 2020 |             |

## La riabilitazione
- Titolo originale: A Horse Walks into a Rehab
- Diretto da: Peter Merryman
- Scritto da: Elijah Aron

### Trama
BoJack sta cercando di disintossicarsi dalla dipendenza da alcol e droghe. Durante il soggiorno alla clinica Pastiches conosce una giovane ragazza di nome Jameson che sta cercando di superare le sue stesse difficoltà per ordine del padre ma che in realtà continua a bere vodka di nascosto. BoJack rivede nella giovane la defunta Sarah Lynn e cerca di aiutarla. Durante l'episodio il protagonista ricorda alcune situazioni traumatiche del suo passato che lo hanno portato ad abusare dell'alcol. Non sentendosi ancora pronto a tornare nel "mondo reale" BoJack decide di prolungare il suo soggiorno in clinica per altre sei settimane.

## Il nuovo cliente
- Titolo originale: The New Client
- Diretto da: Amy Winfrey
- Scritto da: Nick Adams

### Trama
Mr. Peanutbutter è afflitto dai sensi di colpa per aver tradito la sua nuova fidanzata con Diane, tanto da mandare a monte il progetto per il suo nuovo film. Nel frattempo Princess Carolyn cerca di conciliare i suoi impegni lavorativi con quelli di madre, faticando a stare dietro a tutto, finendo per riuscire male in entrambe le cose. Dopo un momento di profonda crisi la sua collega e rivale Vannessa Gekko le consiglia di vedere la maternità come uno dei progetti lavorativi che ha sempre seguito con successo. Così Princess si sente sollevata e riesce finalmente a trovare un nome per il suo nuovo progetto, sua figlia, Ruthie.
- Note: Ruthie era il nome che Princess Carolyn aveva immaginato per una sua ipotetica discendente nell'omonimo episodio.

## Una bella storia
- Titolo originale: Feel-Good Story
- Diretto da: Mollie Helms
- Scritto da: Alison Tafel

### Trama
Diane ha una liaison con il suo cameraman, un bisonte di nome Guy. I due iniziano ad indagare su una compagnia multimiliardaria, scoprendo che il suo capo è responsabile di svariate azioni illegali. Tuttavia non riescono a consegnarlo alla giustizia, in quanto l'uomo è ricco e potente quindi inattaccabile. In seguito Diane decide di tornare a Los Angeles, benché Guy le chieda di rimanere con lui. Una volta tornata a casa Diane trova delle lettere di BoJack. Il cavallo gli racconta di come grazie alla terapia abbia capito di poter essere felice e di poter vivere meglio la propria vita. Diane decide quindi di chiamare Guy.

## Sorpresa!
- Titolo originale: Surprise!
- Diretto da: Adam Parton
- Scritto da: Peter A. Knight

### Trama
Todd annoiato dalla disoccupazione decide di organizzare un "matrimonio a sorpresa" a Mr. Peanutbutter e a Pickels, invitando tutti gli amici del labrador. La stessa sera Mister decide però di confessare alla ragazza di averla tradita con Diane. Pickles è profondamente ferita e decisa a rompere la relazione, ma alla fine decide di perdonare Mr. Peanutbutter che le permette di tradirlo a sua volta. Nel frattempo Diane confida a BoJack di volersi trasferire a Chicago.

## Un po' fuori posto, tutto qui
- Titolo originale: A Little Uneaven, Is All
- Diretto da: Peter Merryman
- Scritto da: Rachel Kaplan

### Trama
Mentre Pickles tradisce consensualmente il fidanzato, Todd trova lavoro come baby-sitter della piccola Ruthie. Intanto Princess Carolyn cerca di far riacquistare il suo pubblico a Mr. Peanutbutter, lanciato nella sua nuova serie televisiva. Diane si trasferisce a Chicago con Guy e inizia a scrivere un'autobiografia, senza però riuscire ad essere felice e in pace con sé stessa. Nel frattempo BoJack, ormai guarito, deve lasciare Pastiches. Tuttavia il cavallo teme di ricadere negli stessi sbagli del passato e cerca quindi un modo per poter prolungare ulteriormente il suo soggiorno. Alla fine il suo terapista, con un passato da alcolista alle spalle, beve per sbaglio della vodka (quella che Horseman aveva portato via a Jameson nel primo episodio). Questo riporta alla mente di BoJack di quando diede la colpa a una truccatrice di Horsin' Around per aver fatto ubriacare Sarah Lynn.

## Il rene è a posto
- Titolo originale: The Kidney Stays in the Picture
- Diretto da: Mollie Helms
- Scritto da: Minhal Baig

### Trama
Lo sciopero degli assistenti porta il panico fra l'élite di Hollywood. Princess Carolyn e il produttore Turtletaub offrono delle promozioni ai leader del movimento per calmare le acque, riuscendo a convincerne la maggior parte. Alla fine però la gatta ricorda quanta fatica abbia fatto per raggiungere la sua attuale posizione e decide quindi di schierarsi dalla parte degli scioperanti chiedendo l'aiuto del suo ex collaboratore Giuda. Nel frattempo Todd cerca di recuperare il rene che ha venduto da poco per poterlo donare alla madre in coma. Ad accompagnarlo è il padre, con cui non ha mai avuto un buon rapporto. Intanto BoJack cerca di aiutare il suo terapista, ricaduto anche per causa sua nel tunnel dell'alcolismo. Horseman lo accompagna in una clinica simile a quella in cui si sono conosciuti e poi decide di fare finalmente ritorno a casa.

## Il volto della depressione
- Titolo originale: The Face of Depression
- Diretto da: Aaron Long
- Scritto da: Shauna McGarry

### Trama
BoJack fa ritorno a casa ma i fantasmi del suo passato continuano a tormentarlo. Decide dunque di far visita a tutte le persone che gli sono state accanto, cercando di dar loro una mano a superare i momenti difficili che stanno vivendo. In seguito decide di fare domanda per insegnare recitazione in un'università, convinto di poter davvero cambiare.

## In cerca di scoop
- Titolo originale: A Quick One, While He's Away
- Diretto da: Amy Winfrey
- Scritto da: Raphael Bob-Waksberg

### Trama
Due reporter di Hollywoo iniziano ad indagare sulla morte di Sarah Lynn, poiché la madre della compianta pop star ritiene che la ragazza si fosse disintossicata. Le indagini dei due si spostano poi in New Mexico per capire chi era l'uomo in compagnia della giovane alla sua ultima riunione agli alcolisti anonimi. Kelsey, la regista che in passato aveva lavorato con BoJack viene scelta per dirigere un film di supereroi a cui però vuole dare un taglio personale. La regista vorrebbe scritturare Gina ma un suo collega gliela sconsiglia, sostenendo che questa potrebbe crearle problemi sul set. In realtà la giovane è ancora scossa dagli eventi avvenuti durante le riprese di Philbert. Nel frattempo Holliock e la sua amica escono ad una festa per divertirsi. Qui la sorellastra di Horseman incontra un amico di Penny, la ragazza con cui BoJack rischiò di finire a letto nonostante fosse ancora molto giovane.
- Note: in questo episodio non compare nessuno dei personaggi principali.

## Corso di recitazione
- Titolo originale: Intermediate Scene Study w/ BoJack Horseman
- Diretto da: Adam Parton
- Scritto da: Joe Lawson

### Trama
BoJack inizia il suo lavoro come insegnante di recitazione, mettendo immediatamente alla prova i suoi allievi; nonostante alcuni di essi prendano troppo seriamente gli insegnamenti, mettendo in imbarazzo BoJack nelle sue riunioni con gli Alcolisti Anonimi, il corso si svolge molto positivamente, restituendo al cavallo motivazione e fiducia in se stesso. Contemporaneamente, però, Hollyhock si dimostra sempre più fredda e indifferente ai tentativi di BoJack di impressionarla positivamente e mantenere i rapporti con lei; la ragazza, evidentemente scossa dal colloquio con l'amico di Penny dell'episodio precedente, si è iscritta a un corso di rugby, che abbandona quando BoJack studia lo sport per avvicinarsi a lei. Inoltre, il commercialista di BoJack lo avverte che i suoi viaggi e le sue spese lo stanno portando alla bancarotta; il cavallo risolve la questione vendendo un ristorante a Mr. Peanutbutter, che decide immediatamente di comprarlo per poterlo gestire con Pickles e Joey Pogo. 
Il saggio finale del corso di recitazione di BoJack è un successo, ma BoJack rimane deluso dal fatto che Hollyhock non sia andata a vederlo come promesso; egli raggiunge quindi la sorella per chiederle spiegazioni, ma lei si limita a dirgli che mal tollera la presenza di BoJack nella sua città e università, promettendo tuttavia di non troncare completamente i rapporti. Al termine dell'episodio, BoJack riceve una telefonata da Charlotte, madre di Penny, che accenna al fatto che i reporter Paige e Max stanno indagando sui suoi trascorsi; il cavallo ha un attacco di panico. 

## Un trauma positivo
- Titolo originale: Good Damage
- Diretto da: James Bowman
- Scritto da: Joanna Calo

### Trama
L'episodio si svolge in parallelo al precedente. Diane ha iniziato a prendere medicinali antidepressivi, che migliorano il suo rapporto con Guy e la sua vita a Chicago nonostante la scrittrice sia visibilmente ingrassata; quando però prova a iniziare la sua autobiografia, comincia a soffrire di un "blocco dello scrittore" dovuto soprattutto alle sue esperienze negative passate, nel rapporto con il padre, i compagni di scuola, Mr. Peanutbutter e lo stesso BoJack. Nel flusso dei suoi pensieri si fa strada l'idea di scrivere piuttosto un romanzo dai toni più positivi, incentrato su una detective di origine vietnamita, Ivy Tran; tale intuizione permette a Diane di superare il blocco, ma rappresenta un compromesso a cui la ragazza è molto reticente. Quando poi Princess Carolyn mette ulteriore pressione a Diane dicendole che è già pronto un adattamento cinematografico, Diane crolla e decide di smettere di prendere antidepressivi, per non soffocare i suoi pensieri negativi e poterli esprimere nel libro.
Contemporaneamente Paige e Max seguono Penny nella tavola calda dove lavora, e quindi a casa sua, per ottenere informazioni sulla morte di Sarah Lynn; essi riescono ad arrivare al nome di BoJack, ma Penny è ancora riluttante a fornire ulteriori dettagli, anche perché la madre Charlotte vorrebbe definitivamente voltare pagina e cancellare BoJack dalla sua esistenza. Nel finale, Diane incontra Todd e Princess Carolyn, con la manager che convince Diane che anche un romanzo dai toni più positivi può trasmettere il messaggio voluto dalla scrittrice. Diane, Carolyn e Todd quindi soccorrono BoJack dopo il suo attacco d'ansia.

## Profitti e perdite
- Titolo originale: Sunk Cost and All that
- Diretto da: Amy Winfrey
- Scritto da: Jonny Sun

### Trama
Mentre gli allievi di BoJack festeggiano il successo della loro recita, quest'ultimo è con Todd (che bada alla figlia di Princess Carolyn, Ruthie), Diane e la stessa Carolyn per cercare di affrontare la situazione. Gli amici di BoJack cercano di capire cosa sia accaduto, ma BoJack, pur ammettendo che la questione riguarda la morte di Sarah Lynn, inizialmente non parla del fatto che egli ha fornito l'eroina alla popstar, era con lei al momento della sua morte e si è allontanato da lei poco prima del decesso, per poi fingere di averla ritrovata dopo morta. Ciò nonostante, BoJack è messo alle strette dal fatto che Paige e Max siano arrivati al nuovo ristorante di Mr. Peanutbutter, il quale, ingenuamente, sta riportando tutto quello che BoJack gli aveva confidato a suo tempo; egli è quindi costretto a confessare a Diane e Carolyn quello che ha fatto.
Carolyn consiglia a BoJack di raccontare tutto in diretta TV cercando di compiacere gli spettatori televisivi, mentre Diane vorrebbe invece che BoJack fosse sincero, prendendosi la piena responsabilità delle sue azioni. BoJack è titubante finché non riceve una telefonata da Paige, che gli chiede se tutte le testimonianze che ha ricevuto sono vere. BoJack si limita a negare, per poi andare a festeggiare con i suoi allievi, dimostrando, soprattutto a Diane, di non essere cambiato neanche stavolta.
Contemporaneamente Mr. Peanutbutter ha preso Pickles e Joey Pogo a lavorare nel suo ristorante affinché lei possa "tradirlo" col cantante; tuttavia tra Pickles e Pogo nasce un sentimento vero, e la ragazza decide di accettare il lavoro di social media manager offertole da Joey per scappare con lui. Peanutbutter non può che accettare la decisione della sua ormai ex fidanzata, e vedere così un'altra sua relazione finire.

## La xerox di una xerox
- Titolo originale: Xerox of a Xerox
- Diretto da: Aaron Long
- Scritto da: Nick Adams

## Odiato dal mondo
- Titolo originale: The Horny Unicorn
- Diretto da: Adam Parton
- Scritto da: Amy Schwartz

## Angela
- Titolo originale: Angela
- Diretto da: James Bowman
- Scritto da: Shauna McGarry

## Il panorama a metà strada
- Titolo originale: The View from Halfway Down
- Diretto da: Amy Winfrey
- Scritto da: Alison Tafel

## Bello, finché è durato
- Titolo originale: Nice While It Lasted
- Diretto da: Aaron Long
- Scritto da: Raphael Bob-Waksberg